# عبد الرحمن المشيفري
عبد الرحمن عيد حارب المشيفري (مواليد 16 أغسطس 1998) هو لاعب كرة قدم عماني محترف، يلعب في مركز الجناح مع نادي السيب ومنتخب عمان.

## المسيرة الكروية
بدأ عبد الرحمن المشيفري مشواره مع نادي المصنعة. وفي ديسمبر 2018، انتقل إلى حركة الشباب. وعاد إلى المصنعة في ديسمبر 2020م.
وفي يوليو 2023، وقع المشيفري عقدًا مع نادي السيب لمدة عامين.

## المسيرة الدولية
استدعي إلى تشكيلة المنتخب العماني لكأس آسيا 2023.
في 6 يونيو 2024، سجل المشيفري ثلاثية للمنتخب العماني على تايبيه الصينية، كجزء من تصفيات كأس العالم 2026. وسجل هدفين آخرين في 10 أكتوبر 2024، ضد الكويت.

## إحصائيات المهنة

### دولي
آخر تحديث 27 ديسمبر 2024.
| المنتخب الوطني | سنة     | التطبيقات | الأهداف |
| -------------- | ------- | --------- | ------- |
| عُمان           | 2023    | 6         | 1       |
| عُمان           | 2024    | 18        | 6       |
| المجموع        | المجموع | 24        | 7       |

قائمة الأهداف والنتائج لمنتخب عمان أولاً، ويشير عمود النتيجة إلى النتيجة بعد كل هدف سجله المشيفري.
| ت  | التاريخ        | المكان                                       | الخصم                    | الأهداف | النتيجة | المسابقة               |
| -- | -------------- | -------------------------------------------- | ------------------------ | ------- | ------- | ---------------------- |
| 1. | 17 يونيو 2023  | ملعب باختاكور المركزي، طشقند، أوزبكستان      | تركمانستان               | 1-0     | 2-0     | كأس أمم أفريقيا 2023   |
| 2. | 6 يونيو 2024   | ملعب بلدية تايبيه، تايبيه، تايوان            | تايبيه الصينية           | 1-0     | 3-0     | تصفيات كأس العالم 2026 |
| 3. | 6 يونيو 2024   | ملعب بلدية تايبيه، تايبيه، تايوان            | تايبيه الصينية           | 2-0     | 3-0     | تصفيات كأس العالم 2026 |
| 4. | 6 يونيو 2024   | ملعب بلدية تايبيه، تايبيه، تايوان            | تايبيه الصينية           | 3-0     | 3-0     | تصفيات كأس العالم 2026 |
| 5. | 10 أكتوبر 2024 | مجمع السلطان قابوس الرياضي، مسقط، عمان       | الكويت                   | 1-0     | 4-0     | تصفيات كأس العالم 2026 |
| 6. | 10 أكتوبر 2024 | مجمع السلطان قابوس الرياضي، مسقط، عمان       | الكويت                   | 3-0     | 4-0     | تصفيات كأس العالم 2026 |
| 7. | 27 ديسمبر 2024 | استاد جابر المبارك الصباح، الصليبخات، الكويت | الإمارات العربية المتحدة | 1-1     | 1-1     | كأس الخليج العربي 26   |

## روابط خارجية
- عبد الرحمن المشيفري  على سكروي